# Krunoslav Lovrek
Krunoslav Lovrek (n. Varaždin, Croacia; 11 de septiembre de 1979) es un futbolista croata que se desempeña como delantero en el NK Tehnicar 1974 Cvetkovec.

## Clubes
| Club                       | País          | Año         |
| -------------------------- | ------------- | ----------- |
| Dinamo Zagreb              | Croacia       | 1998 - 2003 |
| Cerezo Osaka               | Japón         | 2004        |
| Hajduk Split               | Croacia       | 2004 - 2005 |
| Lierse SK                  | Bélgica       | 2005 - 2006 |
| NK Croatia Sesvete         | Croacia       | 2006        |
| Dinamo Zagreb              | Croacia       | 2006 - 2008 |
| Eskişehirspor              | Turquía       | 2008 - 2009 |
| Jeonbuk Hyundai            | Corea del Sur | 2010 - 2011 |
| Qingdao Jonoon             | China         | 2012        |
| Sydney FC                  | Australia     | 2012 - 2013 |
| NK Sesvete                 | Croacia       | 2013 -      |
| NK Tehnicar 1974 Cvetkovec | Croacia       | 2015 - 2016 |
| USV Dechantskirchen        | Austria       | 2016        |
| NK Tehnicar 1974 Cvetkovec | Croacia       | 2016        |